# Эллингтон, Тейт
Тейт Э́ллингтон (англ. Tate Ellington, род. 13 мая 1979) — американский актёр.
Эллингтон родился и вырос в Мэдисоне, штат Миссисипи, и окончил Миссисипский университет, после чего переехал в Нью-Йорк. В 2009 году он дебютировал на бродвейской сцене в пьесе «Филантроп» с Мэттью Бродериком, а в следующем году появился в кинофильме «Помни меня», играя роль лучшего друга главного героя. Эллингтон с тех пор продолжил карьеру на телевидении, появляясь в «Хорошая жена», «Не верь с*** из квартиры 23», «Ясновидец», «Ходячие мертвецы», «Касл», «Проект Минди», «Теория Большого взрыва» и «Красотки в Кливленде».
В начале 2015 года получил роль Брайана Тернера в кинофильме «Голос улиц». Так же в 2015 году Эллингтон начал сниматься на регулярной основе в сериале ABC «Куантико».

## Фильмография

### Фильмы
| Год  | Название на русском | Название на английском | Роль            | Примечания             |
| ---- | ------------------- | ---------------------- | --------------- | ---------------------- |
| 2004 | Ариана              | Ariana                 | Карл            | Короткометражный фильм |
| 2005 | Ты один             | You Are Alone          | Майк            |                        |
| 2006 | Король слонов       | The Elephant King      | Оливер Хант     |                        |
| 2007 | Падение             | Descent                | Джордж          | Не указан в титрах     |
| 2008 | Рыжий               | Red                    | Клерк           |                        |
| 2009 | Добровольцы         | Taking Chance          | А. В. Скотт     | Телевизионный фильм    |
| 2009 | Сломанная вершина   | Breaking Upwards       | Брайан          |                        |
| 2009 | Изобретение лжи     | The Invention of Lying | Официант        |                        |
| 2009 | Ред Хук             | Red Hook               | Гэвин           |                        |
| 2010 | Помни меня          | Remember Me            | Эйдан Холл      |                        |
| 2011 | Краснобаи           | Silver Tongues         | Алекс           |                        |
| 2011 | Северо-восток       | Northeast              | Патрик          |                        |
| 2012 | Кухня               | The Kitchen            | Кенни           |                        |
| 2015 | Хронически          | Chronic                | Грег            |                        |
| 2015 | Голос улиц          | Straight Outta Compton | Брайан Тернер   |                        |
| 2015 | Синистер 2          | Sinister 2             | Доктор Стомберг |                        |
| 2017 | Паранормальное      | The Endless            | Хол             |                        |

### Телевидение
| Год       | Название на русском           | Название на английском                | Роль           | Примечания                                |
| --------- | ----------------------------- | ------------------------------------- | -------------- | ----------------------------------------- |
| 2009      | Необычный детектив            | The Unusuals                          | Марк Стануорд  | Эпизод: «One Man Band»                    |
| 2009      | Спаси меня                    | Rescue Me                             | Сол            | Эпизод: «Jump»                            |
| 2010      | Хорошая жена                  | The Good Wife                         | Тим Вилленс    | Эпизод: «Infamy»                          |
| 2012      | Не верь с*** из квартиры 23   | Don’t Trust the B---- in Apartment 23 | Стивен         | Эпизоды: «Pilot» и «The Wedding…»         |
| 2012      | Болота                        | The Glades                            | Ричард Оберман | Эпизод: «Close Encounters»                |
| 2013      | Ясновидец                     | Psych                                 | Патрик Хесс    | Эпизод: «Juliet Wears the Pantsuit»       |
| 2014      | Морская полиция: Лос-Анджелес | NCIS: Los Angeles                     | Айра Уэллс     | Эпизод: «Zero Days»                       |
| 2014      | Очень плохая училка           | Bad Teacher                           | Джерри         | Эпизод: «The Bottle»                      |
| 2014      | Ходячие мертвецы              | The Walking Dead                      | Алекс          | Эпизоды: «A» и «No Sanctuary»             |
| 2014      | Касл                          | Castle                                | Генри Райт     | Эпизод: «Clear & Present Danger»          |
| 2014      | Родители                      | Parenthood                            | Гриффин        | Эпизод: «The Scale of Affection Is Fluid» |
| 2015      | Проект Минди                  | The Mindy Project                     | Роб Гарглан    | 4 эпизода                                 |
| 2015      | Теория Большого взрыва        | The Big Bang Theory                   | Митчел         | Эпизод: «The Skywalker Incursion»         |
| 2015      | Красотки в Кливленде          | Hot in Cleveland                      | Кэмерон        | Эпизод: «Kitchen Nightmare»               |
| 2015—2016 | Куантико                      | Quantico                              | Саймон Ашер    | Регулярная роль, 22 эпизода               |
| 2017      | Отважные                      | The Brave                             | Ноа Моргенто   | Регулярная роль, 13 эпизодов              |